# María Suárez Toro
María Suárez Toro (Puerto Rico, 5 de junio de 1948) es una periodista feminista, activista en defensa de los Derechos Humanos y educadora, nacida en Puerto Rico y desde los años 70 residente en San José de Costa Rica.
Es co fundadora  del Centro Comunitario de Buceo Embajadoras y Embajadores del Mar en el Caribe Sur de Costa Rica desde el 2015 hasta el presente y entre 2016 y el presente, es coordinadora del proyecto de arqueomitología comunitaria el cual está estableciendo la identidad de naufragios en los mares del Caribe, entre ellos dos posibles barcos esclavistas daneses que llegaron y naufragaron en el Caribe por equivocación en 1710. 
Es fundadora y directora de ESCRIBANA, una nueva consultoría en comunicación social fundada en el 2010 para apoyar a mujeres, sus organizaciones e instituciones a escribir creativamente. Fue co coordinadora de Alas de Mariposa (2006-2011), un proyecto que busca contribuir a la construcción del movimiento de mujeres a través de la expresión artística. 
Fue co fundadora y productora de Radio Internacional Feminista (1991-2011), la primera emisora de mujeres en el Internet en el mundo.  
Entre los años 70 y 80 trabajó como educadora en alfabetización en diversos países de Centroamérica. Desde 1998 es profesora adjunta de comunicación en la Universidad de Denver, desde 2011 es corresponsal para Haití, Puerto Rico y Costa Rica de SEMlac, Servicio de Noticias de la Mujer de Latinoamérica y el Caribe, y desde 2015 coordinadora del Centro Comunitario de Buceo Embajadores y Embajadoras del Mar del Caribe Sur dedicada al buceo arqueológico y a la recuperación de la historia de la población afrodescenciente en la costa de Costa Rica.

## Trayectoria
Estudió en la Academia San José de Puerto Rico. En 1970 se trasladó a Nueva York donde realizó una maestría en Educación en la Universidad Estatal de Nueva York. En 2002 se licenció en periodismo en la Universidad Federada San Judas Tadeo de Costa Rica (1999-2002) y en 2005 se doctoró en educaicón en la Universidad La Salle de Costa Rica con la disertación publicada posteriormente como libro titulado Mujeres: Metamorfosis del Efecto Mariposa (2008) en el que visibilizan las historias de mujeres que "han estado desafiando y transformando las formas tradicionales de pensamiento y análisis, desde las ciencias al arte, a los derechos humanos y la política". A partir del mismo, en 2008 se estrenó una obra de teatro musical de la que fue coproductora.

### Educadora en alfabetización
Comprometida en el proceso de alfabetización centroamericano, en los años 70 y 80 trabajó como educadora en El Salvador, Costa Rica, Nicaragua y Honduras. Es coautora de diversas publicaciones entre ellas del manual Towards a Methodology for the Popularization of Women's Human Rights publicado en 1995 por The Decade of Human Rights Education. En 1988 fue productora y autora del libro Women's Adult Literacy Book para las mujeres que trabajaban en el sector de producción de banana en Golfito (Costa Rica, )neditado por la iversidad de Costa Rica y UNIFEM. También ha sido coautora de "Vencimos" (2 volúmenes) sobre la campaña de alfabetización de adultos en Nicaragua en 1980. En 1993 publicó Guin - Chilren of the War in El Salvador sobre la situación de la infancia en las zonas de guerra de El Salvador.

### Periodista y comunicadora
En 1991 fue cofundadora de FIRE Radio Internacional Feminista (Feminist International Radio Endeavour) una radio pionera en el uso de internet para distribuir contenidos (desde 1998) que surgió para la defensa de los derechos de las mujeres como Derechos Humanos especialmente útil para difundir las voces de las mujeres, propuestas, actividades y movimientos.

Cuando fui contratada para producir e iniciar FIRE, fue la primera vez en toda mi vida en que se me dio un trabajo por lo que yo era y no sólo por lo que yo hacía. Me explico, yo fui contratada porque soy mujer, latinoamericana, porque soy bilingue y porque soy feminista. Esa es toda una combinación para una puertorriqueña que ha vivido y trabajado en Puerto Rico, Estados Unidos y Centro América".
María Suárez Toro

Como codirectora de FIRE Suárez cubrió numerosos eventos de ámbito internacional, incluidas las conferencias de Naciones Unidas sobre diversas temáticas (mujer, hábitat, contra el racismo, etc.) celebradas desde 1992 en Río de Janeiro, Viena, El Cairo, Beijing y Durban además de muchos otros eventos nacionales e internacionales.
En 1998 inició su trabajo como profesora fue profesora adjunta de comunicación en la Universidad de Denver y de 1995 al 2000 en el Institute for Further Education of Journalists (FOJO) en Suecia.
Desde 2000 es editora de la revista bianual Voices on FIRE publicada por FIRE y sus artículos se han publicado en revistas internacionales como People And The Planet, Mujeres En Acción, Mujer y Salud de la Red de Salud en Chile, Tamwa en Tanzania, Health Journal en South Africa, Brecha in Central América por CODEHUCA, etc.
En 2006 se incorporó a la red feminista mesoamericana Petateras.
En 2007 fue productora junto a Ailyn Morera Ugalde de la obra de teatro musical El Laberinto de las Mariposas a partir de su tesis doctoral titulada: Mujeres: Metamorfosis del efecto mariposa, visibilizando las contribuciones de las mujeres en las ciencias, artes, política y literatura.
En abril de 2011 ser retiró de FIRE y en mayo asumió la corresponsalía de para Haití, Puerto Rico y Costa Rica de SEMlac, Servicio de Noticias de la Mujer de Latinoamérica y el Caribe. En enero de 2012 fundó el Instituto Comunitario de Mujeres en Desarrollo y Comunicación.
Actualmente desde el 2016 es periodista del periódico local mensual en Talamanca, Limón, Costa Rica "Actualidades Talamanqueñas", escribiendo sobre todos los temas desde la perspectiva de las mujeres.

### Activismo por la sostenibilidad del océano
Implicada también en el activismo por la sostenibilidad y el medio ambiente en 2001 publicó el libro Se Vende Lindo Pais? sobre la polémica de la extracción de crudo en la Costa Atlántica de Costa Rica y el movimiento democrático popular organizado para frenarlo. En 2011 se incorporó al comité directivo de la Asociación de Pescadores Artesanales Caribe Sur en Limón (Costa Rica). En 2013 se sumó al Foro Caribe Sur creado para defender los derechos de los afroamericanos de Costa Rica.
Desde 2015 es cofundadora y co-coordinadora del Centro Comunitario de Buceo Embajadores y Embajadoras del Mar con propósito de proteger los ecosistemas marinos, la vida y la cultura de la pesca responsable y el legado de la relación de la población con los mares del Caribe Sur. Uno de los focos de trabajo es la investigación del aporte de la población afrodescendiente a través de buceo arqueólogico.

## Publicaciones
- Vencimos: la cruzada nacional de alfabetización de Nicaragua (1980) IDRC Bogotá 1983
- Women Transforming Communications: Global Intersections (Allen, Rush, Kaufman. 1996). Coautora
- Looking At The World Through Women's Eyes, NGO Forum of the United Nations IV World Conference on Women (1996). Coautora
- Women's Rights - Human Rights: International Feminist Perspective. (Peters and Wolfer. 1995). Coautora
- Recognizing and Realizing Women´s Human Rights coautora del capítulo en el libro The Universal Declaration of Human Rights: Fifty Years and Beyond (Danili, Stamatoupolou and Dias, 1999).
- Giving Women a Voice in the Face of Globalization: A Case Study of Alternative Media in Costa Rica? coautora del capítulo en el libro Reclaiming the Future: Women´s Strategies Towards the 21 st Century (Somer Bodribb, 2000).
- Women's Voices on Fire: Feminist International Radio Endeavour (2000) Anomaly Pr (January 2000) ISBN 0967291208
- Se Vende Lindo Pais? (2001)
- La Tranca (2002) con Cristina Zeledon publicado por el Instituto Tecnológico Costarricense
- Mujeres, Metamorfosis del Efecto Mariposa (2008) Editorial Farben/Norma in Costa Rica
- Mi propia metamorfosis (2009) Publicaciones Puertorriqueñas
- La Rebelión de las Sillas (2010) Publicaciones Puertorriqueñas
- Estampas de la Haití que se Levanta (2011) Publicaciones Puertorriqueñas
- Un Tiburón, del Pez León y un Biólogo Marino (1015) Publicaciones Puertorriqueñas
- Tona Ina: La Misteriosa Cueva de un Pez León en Cahuita (2017), Universidad de Costa Rica sede Caribe
- Tona Ina: La Luz en el Mar Caribe (2021), CIDICER y UCR sede Caribe